# 1445
| 1445               |
| ------------------ |
| Dødsfald - Fødsler |
|                    |

| Gregoriansk kalender | 1445 MCDXLV             |
| Ab urbe condita      | 2198                    |
| Armensk kalender     | 894 ԹՎ ՊՂԴ              |
| Kinesiske kalender   | 4141 – 4142 甲子 – 乙丑 |
| Etiopisk kalender    | 1437 – 1438             |
| Jødisk kalender      | 5205 – 5206             |
| Hindukalendere       |                         |
| - Vikram Samvat      | 1500 – 1501             |
| - Shaka Samvat       | 1367 – 1368             |
| - Kali Yuga          | 4546 – 4547             |
| Iransk kalender      | 823 – 824               |
| Islamisk kalender    | 849 – 850               |

Konge af Danmark: Christoffer 3. 1440-1448
Se også 1445 (tal)

## Begivenheder
- Kong Christoffer gifter sig med den kun 15 år gamle Dorothea af Brandenburg. Brylluppet holdes på Københavns Slot.

## Født
- 1. marts – Sandro Botticelli, italiensk maler (d. 1510)
- 16. marts – Johann Geiler von Kaisersberg (d. 1510)
- Albert Brudzewski, polsk astronom (d. 1497)
- Nicolas Chuquet, fransk matematiker

## Dødsfald
- 5. juni – Leonel Power, engelsk komponist
- 11. juni – Henry de Beauchamp, 1. Hertug af Warwick (f. 1424)
- 8. august – Oswald von Wolkenstein, østrigsk komponist (f. 1377)
- Joan Beaufort, Dronning af Skotland
- Olug Moxammat, Khan af Kazan